# Кобели (Кирово-Чепецкий район)
 Кобели  — деревня в Кирово-Чепецком районе Кировской области в составе Кстининского сельского поселения.

## География
Расположена на расстоянии примерно 1 км на северо-восток от центра поселения села Кстинино.

## История
Известна с 1719 года как деревня Дуркинская Другая с населением 17 душ мужского пола, в 1764 109 жителей. В 1873 году здесь (Дуркинская 2-я) дворов 29 т жителей 239, деревня состояла деревень: Шиши, Кобели и Шимачи. В 1905 году дворов 13 и жителей 83, в 1926 (Кобели или Дуркинская 2-я, Звеневские) 19 и 115, в 1950 (Кобели-Волки) 25 и 92, в 1989 71 житель. Настоящее название утвердилось с 1978 года.

## Население
Постоянное население составляло 41 человек (русские 100%) в 2002 году, 29 в 2010.